# Антоновка (Буда-Кошелёвский район)
Антоновка (бел. Антонаўка) — деревня в Рогинском сельсовете Буда-Кошелёвского района Гомельской области Белоруссии.

## География

### Расположение
В 23 км на северо-восток от районного центра и железнодорожной станции Буда-Кошелёвская (на линии Жлобин — Гомель), 53 км от Гомеля.

### Гидрография
На западе мелиоративный канал.

## Транспортная сеть
Рядом шоссе Довск — Гомель.
Планировка состоит из короткой прямолинейной улицы, ориентированной с юго-запада на северо-восток, к которой на юге под прямым углом присоединяется короткая прямолинейная улица. Застройка деревянными домами усадебного типа.

## История
По письменным источникам известна с конца XIX века как деревня в Меркуловичской волости Рогачёвского уезда Могилёвской губернии. В 1880 году располагался хлебозапасный магазин. По переписи 1897 года рядом располагались одноименный фольварк, мельница.
В 1918 году открыта школа, которая размещалась в наёмном крестьянском доме. В 1930 году жители деревни вступили в колхоз. На фронтах Великой Отечественной войны погибли 25 жителей. В 1959 году в составе совхоза «Дербичи» (центр — деревня Дербичи).

## Население

### Численность
- 2018 год — 3 жителя.

### Динамика
- 1880 год — 20 дворов, 120 жителей.
- 1897 год — 22 двора, 169 жителей (согласно переписи).
- 1909 год — 31 двор, 199 жителей.
- 1959 год — 176 жителей (согласно переписи).
- 2004 год — 19 хозяйств, 38 жителей.

## Известные уроженцы
- А. М. Демченко — один из организаторов и руководителей подпольного и партизанского движения на Гомельщине во время Великой Отечественной войны, комиссар партизанского отряда, затем командир Буда-Кошелёвской партизанской бригады.